# Promachus cinctus
Promachus cinctus är en tvåvingeart som beskrevs av Luigi Bellardi 1861. Promachus cinctus ingår i släktet Promachus och familjen rovflugor. Inga underarter finns listade i Catalogue of Life.